# Bramham Park
Pour les articles homonymes, voir Bramham.
Bramham Park est une maison de campagne du XVIIIe siècle classée Grade I à Bramham cum Oglethorpe, entre Leeds et Wetherby, dans le Yorkshire de l'Ouest, en Angleterre.
La maison, construite en pierre de taille de calcaire magnésien avec des toits en ardoise de pierre dans un style classique, est construite selon un plan linéaire avec une rangée principale reliée par des colonnades à des pavillons flanquants. Le bloc principal est de trois étages avec un parvis surélevé . La maison est entourée d'un parc paysager de 200 ha agrémenté d'une série de folies et d'allées tracées dans la tradition paysagère du XVIIIe siècle, entourée de 500 ha de terres arables. Bramham Park est utilisé chaque année pour le festival de Leeds.

## Histoire

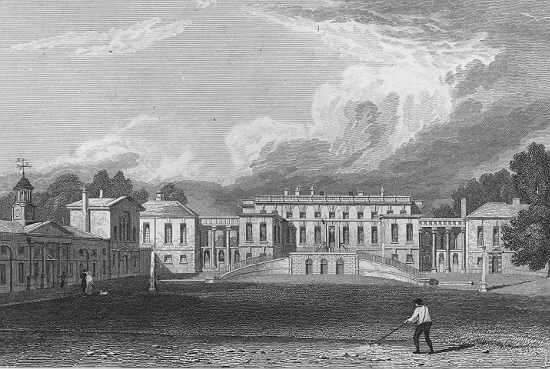
Bramham Park de Jones's Views of the Seats of Noblemen and Gentlemen (1829). Une rampe cochère sur la façade d'entrée conduit les visiteurs à l'entrée principale sur l'Étage noble

Le manoir baroque est construit en 1698 pour Robert Benson (1er baron Bingley). Il reste la propriété des descendants de Benson depuis son achèvement en 1710. Il meurt sans héritier mâle et la baronnie est éteinte. Le domaine passe entre les mains de son gendre George Fox-Lane (vers 1697-1773), qui reçoit le titre recréé de baron Bingley en 1763. Son fils et héritier,  Robert Fox-Lane, député de York, est décédé avant lui en 1768 et la baronnie s'éteint par conséquent une seconde fois à sa mort en 1773. Le domaine passe à titre viager à sa fille illégitime Mary, qui épouse John Goodricke de Ribston Hall et est décédée en 1792. Il passe ensuite au neveu du premier baron, James Fox-Lane, qui améliore considérablement le domaine.
De lui, le domaine passe à son fils George Lane-Fox, connu sous le nom de "The Gambler", qui est le député de Beverley. À la suite d'un grave incendie en 1828, il est obligé de déménager à proximité de Bowcliffe Hall. La maison de Bramham Park est ensuite laissée vide et abandonnée pendant 80 ans jusqu'à ce qu'elle soit restaurée pour son petit-fils George Lane-Fox sous la supervision de l'architecte Detmar Blow vers 1908. George devient le 1er baron Bingley de la troisième création lorsque le titre est recréé en 1933 mais a quatre filles et aucun fils, ce qui signifie que la baronnie s'éteint pour la troisième fois à sa mort. Sa fille aînée Marcia, dont le mari Joe Ward-Jackson adopte le nom de famille Lane-Fox, hérite de la maison. Leur fils George Lane Fox (1931–2012), après 20 ans dans la Household Cavalry, emménage dans le manoir et exploite financièrement le domaine, fondant les Bramham Horse Trials annuels en 1974.
Aujourd'hui, il reste une résidence privée entre les mains du fils de George, Nick, tandis que le parc est le cadre des Horse Trials et du Leeds Festival, qui déménage à Bramham en 2003.
Une zone restreinte du terrain est conservée sous forme de jardins et gérée comme une attraction touristique - les visiteurs peuvent également visiter la maison, mais uniquement lors de fêtes pré-arrangées.
Il sert de décor à la troisième série de The Syndicate.

## Architecture

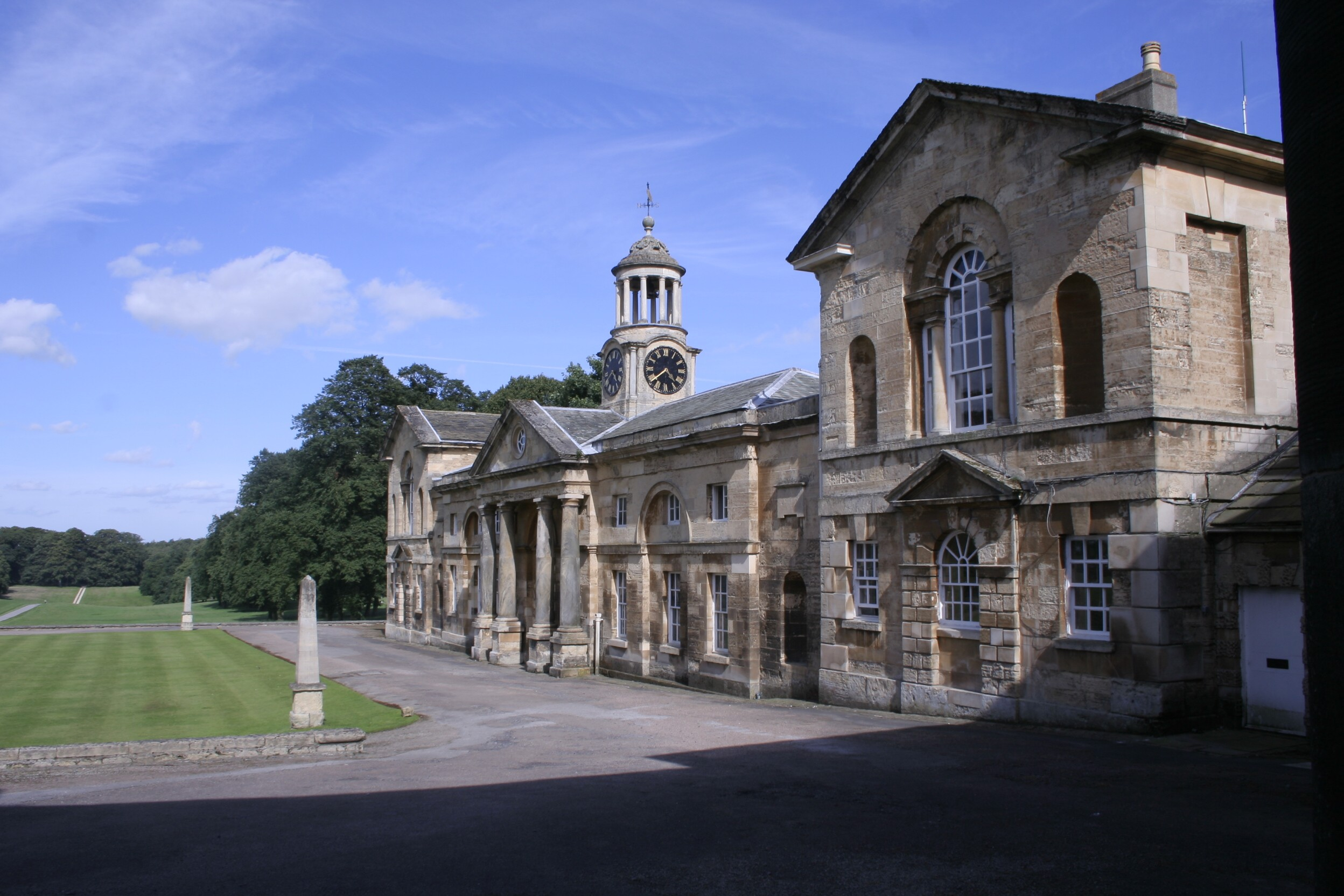
Les écuries

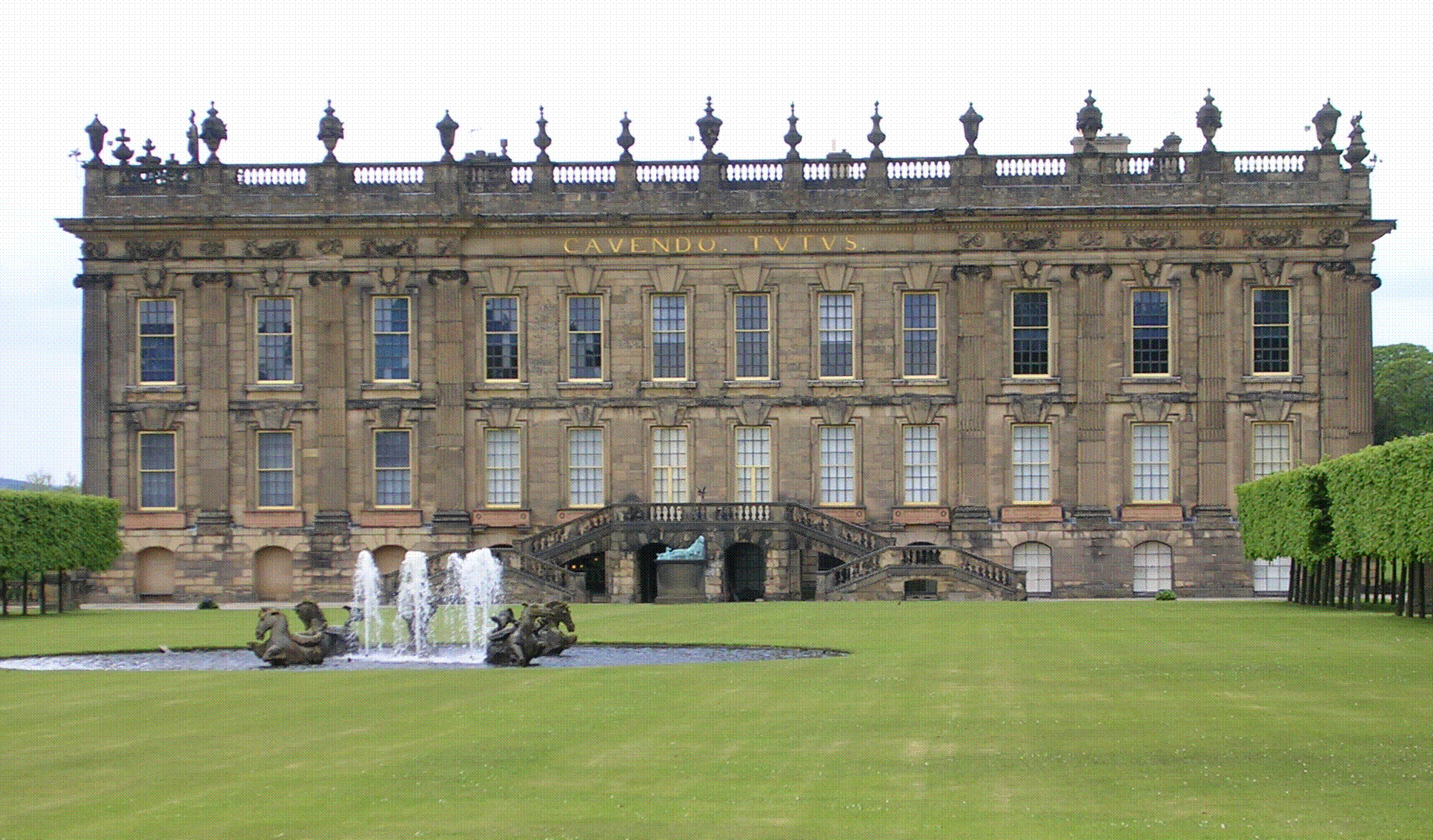
Chatsworth House

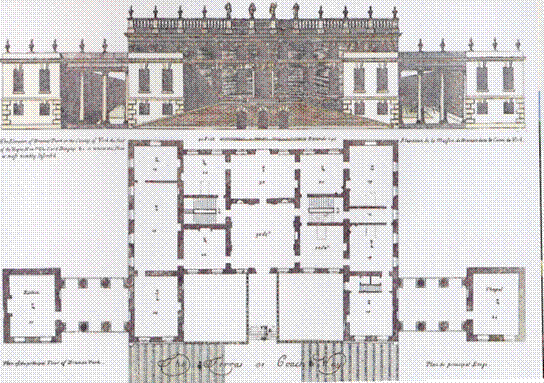
Bramham Park, dessiné par Colen Campbell en 1717.

Bramham est le produit d'un Grand Tour, son créateur Robert Benson, plus tard Lord Bingley, termine son éducation formelle par une grande tournée en 1697, et tandis qu'en Italie il commence à envisager son nouveau manoir à la manière palladienne complété par un parc paysager, à la manière rendue populaire par Le Nôtre en La France à la fin du XVIIe siècle.
L'architecte de Bramham est inconnu, bien qu'il soit supposé que Giacomo Leoni est impliqué (Leoni est responsable de la reconstruction de Lyme Park dans un style italianisant dans le comté voisin de Cheshire quelques années plus tard). Cependant, Leoni n'est arrivé en Angleterre que plusieurs années après l'achèvement de Bramham. D'autres noms sont suggérés comme James Gibbs, Thomas Archer et James Paine. On sait que Paine a conçu les écuries qui flanquent le corps de logis, mais les autres prétendants sont trop jeunes. La seule possibilité chronologique est Thomas Archer (1668-1743) . Le scénario le plus probable est que Bramham est l'œuvre de Robert Benson lui-même, travaillant probablement avec un dessinateur local. S'il est également tout à fait possible que Benson ait été inspiré par des dessins tirés des livres de Palladio, la conception de la maison suggère que Benson est plus inspiré par le style baroque sobre alors populaire en France, le style dans lequel le Château de Versailles de Mansart est construit entre 1678 et 1684. En effet, il est supposé que l'architecte paysagiste de Versailles André Le Nôtre a participé à la conception du parc paysager de Bramham.
L'architecte William Talman est également suggéré comme architecte possible, et il travaille en effet sur Chatsworth House à une soixantaine de kilomètres de Bramham à cette époque. Cependant, contrairement à Chatsworth (qui est beaucoup plus grand), Bramham est doté d'ailes flanquantes plus dans le style palladien, reliées à la maison par de courtes colonnades. Les ailes flanquantes contenaient la cuisine dans l'aile sud et la chapelle au nord, ainsi - comme au palais baroque de Blenheim - équilibrant à la fois les besoins spirituels et corporels. Cependant, alors que le dessin de Campbell de Bramham montre la statuaire jamais exécutée sur le toit et des proportions presque parfaites, la réalité de la conception exécutée suggère une main moins professionnelle que celle de Talman. Deux ailes basses en saillie du corps de logis compliquent la conception, tandis que les deux colonnades ne sont pas tout à fait assez longues pour donner aux ailes flanquantes l'indépendance de la maison principale pour permettre d'apprécier pleinement leur conception.

## Intérieur
L'intérieur de Bramham Park est entièrement restauré au début du XXe siècle, après avoir été en grande partie abandonné après l'incendie de 1828. La grande salle centrale, à deux étages et sévère dans sa conception baroque, porte encore les taches de fumée sur ses murs de pierre.

## Terrains
Le parc entourant la maison contient un certain nombre de structures ornementales classées de grade I, notamment :
- La chapelle

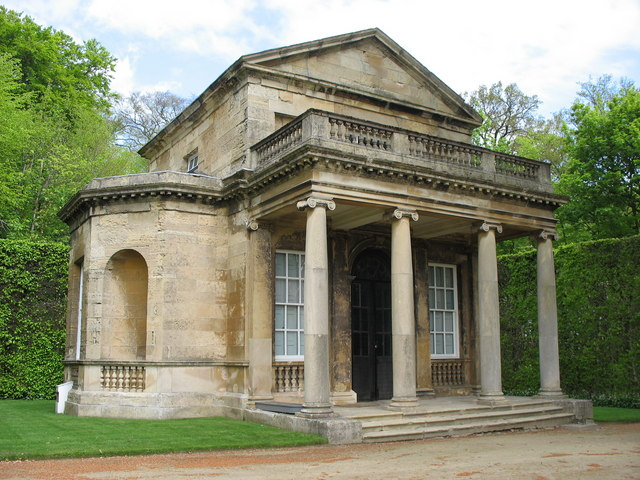
La chapelle

Située à l'arrière de la maison, la chapelle est construite vers 1760 par James Paine pour George Fox Lane dans la pierre de taille calcaire magnésienne locale. Elle est construite dans le style classique comme une seule unité de 2 étages et 3 travées et avec un porche et quatre colonnes ioniques sur toute la largeur du rez-de-chaussée.
Construite à l'origine comme temple palladien, elle est ensuite utilisée comme orangerie, pavillon d'été, puis consacrée comme chapelle vers 1906.
- Le temple gothique

Au sud de la maison se dresse le temple gothique, également construit en pierre de taille de calcaire magnésien au XVIIIe siècle. Construit dans un style gothique sur deux étages, il est de plan octogonal avec des contreforts à chaque angle.
En 1907, il est transformé en château d'eau pour fournir de l'eau de source à la maison et est utilisé comme tel jusqu'après la Seconde Guerre mondiale.
- Le temple ouvert

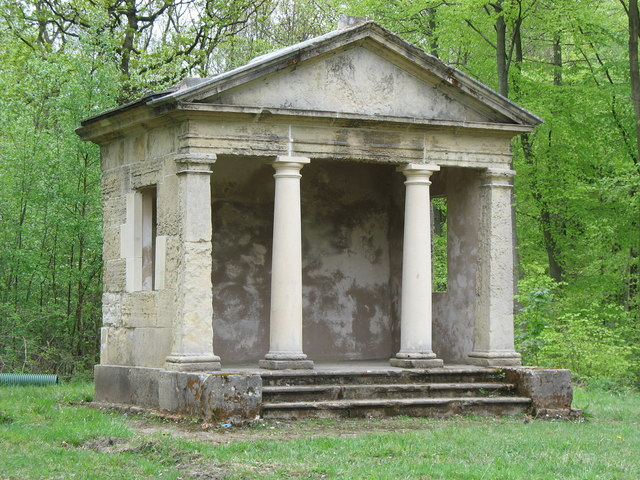
Le temple ouvert

Le temple ouvert est probablement construit au début du XVIIIe siècle en pierre de taille de calcaire magnésien et est construit dans un style classique en une seule cellule avec une façade à fronton à 3 baies.
Le temple est également connu sous le nom de temple Lead Lads en raison des statues en plomb qui se trouvaient autrefois sur le fronton. Elles ont été volées par des vandales.
- Le temple ionique ou rotonde

Situé dans le parc d'attractions Black Fen, le temple ionique est probablement construit au milieu du XVIIIe siècle par James Paine pour George Lane Fox. Il est construit en pierre de taille de grès sous la forme d'un temple ionique circulaire sur un podium à 3 marches avec une colonnade de 16 colonnes ioniques non cannelées soutenant un entablement.
Le Black Fen se trouve à un mile de la maison. De la rotonde, six chemins rectilignes mènent à d'autres caractéristiques du domaine.